# Ngữ hệ Quechua
Quechua (tiếng Tây Ban Nha: [ˈketʃwa]), hay còn gọi là Runasimi ("ngôn ngữ của nhân dân") trong tiếng Quechua, là một ngữ hệ bản địa của dãy Andes, Peru. Có nguồn gốc từ một ngôn ngữ tổ tiên chung, nó là ngữ hệ tiền Colombia được sử dụng rộng rãi nhất ở châu Mỹ, với tổng số người nói có lẽ vào khoảng 8–10 triệu. Khoảng 25% (7,7 triệu) người Peru nói tiếng Quechua. Nó có lẽ được biết đến rộng rãi nhất vì là ngôn ngữ chính thức của Đế quốc Inca. Thực dân Tây Ban Nha khuyến khích sử dụng ngôn ngữ này cho đến khi người Peru đấu tranh giành độc lập vào những năm 1780. Do đó, các phương ngữ Quechua vẫn được sử dụng rộng rãi ngày nay, trở thành ngôn ngữ đồng chính thức ở nhiều vùng và là ngữ hệ được nói nhiều thứ hai ở Peru.

## Lịch sử
Tiếng Quechua lan rộng ở bờ Thái Bình Dương của Nam Mỹ trước cả khi Đế quốc Inca bắt đầu mở rộng. Người Inca là một trong số nhiều dân tộc ở Peru ngày nay nói phương ngữ của tiếng Quechua. Ở Cusco, Quechua bị ảnh hưởng bởi các ngôn ngữ lân cận như tiếng Aymara, khiến nó phát triển thành phương ngữ riêng biệt. Tương tự như vậy, các phương ngữ bắt đầu nổi lên ở những nơi khác nhau do vay mượn từ các ngôn ngữ lân cận cùng lúc với thời gian Đế quốc Inca cai trị và áp đặt Quechua làm ngôn ngữ chính thức.
Sau cuộc chinh phạt Peru của Tây Ban Nha vào thế kỷ 16, tiếng Quechua vẫn tiếp tục được dân bản địa sử dụng. Ngôn ngữ được chính quyền Tây Ban Nha chính thức công nhận và nhiều người Tây Ban Nha đã học thứ tiếng này để giao tiếp với người dân địa phương. Các giáo sĩ của Nhà thờ Công giáo sử dụng tiếng Quechua để truyền giáo. Những ghi chép lâu đời nhất về ngôn ngữ này là của nhà truyền giáo Domingo de Santo Tomás, ông đến Peru vào năm 1538 và học ngôn ngữ này từ năm 1540. Ông xuất bản cuốn Grammatica o arte de la lengua general de los indos de los reynos del Perú (Ngữ pháp hoặc Nghệ thuật ngôn ngữ chung của thổ dân da đỏ ở Peru) vào năm 1560. Tiếng Quechua dưới vai trò truyền giáo giúp nó tiếp tục tồn tại.
Cuối thế kỷ XVII, chính quyền thực dân bãi bỏ vai trò hành chính và truyền giáo của tiếng Quechua sau cuộc khởi nghĩa của Túpac Amaru II. Bất chấp nỗ lực hồi sinh ngắn ngủi sau khi các quốc gia Mỹ Latinh giành độc lập vào thế kỷ 19, uy tín của tiếng Quechua đã bị giảm mạnh. Dần dần ngôn ngữ này rơi vào quên lãng và chỉ được bảo tồn ở những vùng nông thôn cô lập và bảo thủ. Tuy nhiên, trong thế kỷ 21, số người nói tiếng Quechua vẫn chiếm từ 8 đến 10 triệu người trên khắp Nam Mỹ, một con số khá lớn so với những tiếng thổ dân khác.

## Tình trạng hiện nay

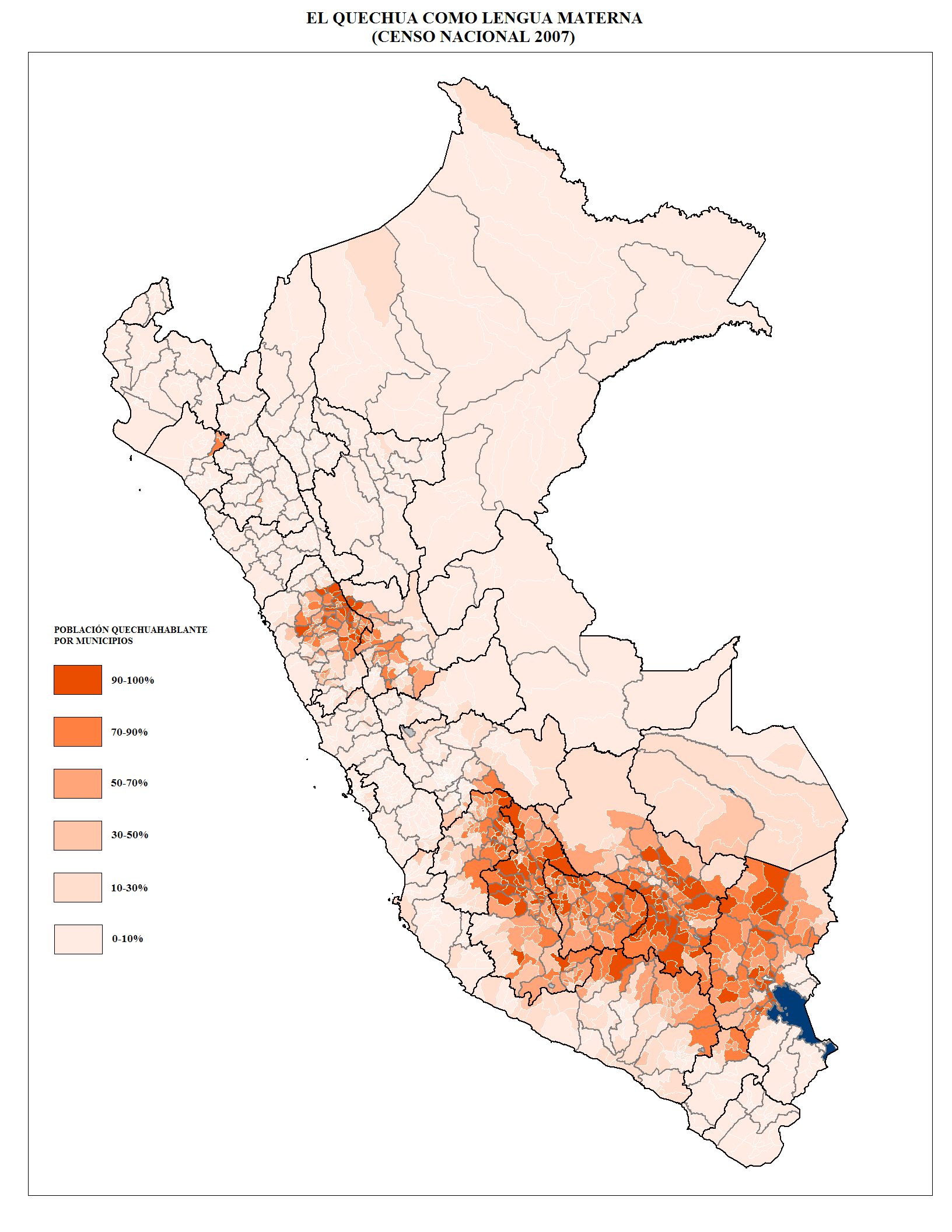
Bản đồ phân bố người nói tiếng Quechua cấp quận

Năm 1975, Peru trở thành quốc gia đầu tiên công nhận tiếng Quechua là một trong những ngôn ngữ chính thức của họ. Ecuador công nhận vị thế chính thức của nó trong bản hiến pháp năm 2006, và vào năm 2009, Bolivia công nhận tiếng Quechua và một số ngôn ngữ bản địa khác là ngôn ngữ chính thức.
Trở ngại lớn đối với việc sử dụng và giảng dạy ngôn ngữ Quechua là thiếu tài liệu viết bằng ngôn ngữ này, chẳng hạn như sách, báo, phần mềm và tạp chí. Kinh thánh đã được dịch sang tiếng Quechua và được phân phối bởi một số nhóm truyền giáo. Quechua, cùng với tiếng Aymara và các ngôn ngữ bản địa nhỏ, về cơ bản vẫn là những ngôn ngữ nói.
Trong những năm gần đây, tiếng Quechua đã được đưa vào giáo dục song ngữ liên văn hóa (IBE) tại Peru, Bolivia và Ecuador. Ngay cả ở những khu vực này, các chính phủ cũng chỉ tiếp cận một phần dân số nói tiếng Quechua. Nhiều người bản địa ở các quốc gia này vẫn đang cho con cái của họ học tiếng Tây Ban Nha vì mục đích thăng tiến xã hội.
Tiếng Quechua và tiếng Tây Ban Nha hiện đang bị trộn lẫn ở phần lớn vùng Andes, với hàng trăm từ mượn tiếng Tây Ban Nha được đưa vào vốn từ vựng Quechua. Tương tự, các cụm từ và từ tiếng Quechua thường được người nói tiếng Tây Ban Nha sử dụng. Ví dụ, ở vùng nông thôn phía nam Bolivia, nhiều từ tiếng Quechua như wawa (trẻ sơ sinh), misi (mèo), waska (dây đeo hoặc đập mạnh), được sử dụng phổ biến như các từ tiếng Tây Ban Nha, ngay cả ở những khu vực nói tiếng Tây Ban Nha hoàn toàn. Tiếng Quechua cũng có ảnh hưởng sâu sắc đến các ngôn ngữ bản địa khác của châu Mỹ, chẳng hạn như tiếng Mapuche.

### Số lượng người nói
Số lượng người nói thường tùy theo các nguồn khác nhau. Tổng số người nói theo Ethnologue 16 là 10 triệu, chủ yếu dựa trên các số liệu được công bố từ năm 1987–2002, nhưng với một số ít có niên đại từ những năm 1960. Ví dụ, con số của Imbabura Highland Quechua trong Ethnologue là 300.000, ước tính từ năm 1977.
Mặt khác, tổ chức truyền giáo FEDEPI ước tính một triệu người nói phương ngữ Imbabura (xuất bản năm 2006). Số liệu điều tra dân số cũng có vấn đề, do báo cáo không đầy đủ. Điều tra dân số ở Ecuador năm 2001 báo cáo chỉ có 500.000 người nói tiếng Quechua, so với ước tính ở hầu hết các nguồn ngôn ngữ là hơn 2 triệu người. Các cuộc điều tra dân số của Peru (2007) và Bolivia (2001) được cho là đáng tin cậy hơn.
- Argentina: 900,000 (1971)
- Bolivia: 2,100,000 (số liệu năm 2001); 2,800,000 người Nam Bolivia (1987)
- Chile: ít, nếu có; 8200 theo nhóm sắc tộc (số liệu năm 2002)
- Colombia: 4,402 tới 16,000[12]
- Ecuador: 2,300,000 (Adelaar 1991)
- Peru: 3,800,000 (số liệu năm 2017[13]); 3,500,000 tới 4,400,000 (Adelaar 2000)

Ngoài ra, có một số lượng người nói chưa xác định trong các cộng đồng di cư, bao gồm ở Queens, New York và Paterson, New Jersey, ở Hoa Kỳ.

## Phân loại

Bốn nhánh Quechua: I (miền trung), II-A (Bắc Peru), II-B (miền bắc), II-C (miền nam)

Có sự khác biệt đáng kể giữa các phương ngữ Quechua được nói ở vùng cao nguyên miền trung Peru và các phương ngữ ngoại vi của Ecuador, cũng như các phương ngữ miền nam Peru và Bolivia. Chúng có thể được gọi là Quechua I (hoặc Quechua B, trung tâm) và Quechua II (hoặc Quechua A, ngoại vi). Trong hai nhóm, có rất ít ranh giới rõ ràng gọi là dãy phương ngữ.
Tuy nhiên, có sự phân chia thứ cấp ở Quechua II giữa các phương ngữ phía bắc được đơn giản hóa về mặt ngữ pháp của Ecuador, Quechua II-B hay tiếng Kichwa, và các phương ngữ nói bảo thủ hơn của vùng cao phía nam, Quechua II-C ở quanh cố đô Cusco của đế quốc Inca. Sự gần gũi này một phần là do ảnh hưởng của tiếng Quechua Cusco lên người dân phía bắc Đế quốc Inca. Các quý tộc phương Bắc thời xưa phải đưa con cái xuống Cusco để được giáo dục đường lối đế quốc, do vậy nó đã được duy trì như một phương ngữ uy tín ở phía bắc.
Những người nói từ ba vùng miền khác nhau có thể hiểu nhau. Tuy nhiên, có sự khác biệt đáng kể ở cấp địa phương giữa mỗi phương ngữ. (Đặc biệt, tiếng Quechua Wanka có một số đặc điểm rất khác biệt khiến cho giọng miền này trở nên khó hiểu hơn, ngay cả đối với những người nói tiếng Quechua miền Trung khác).
Sự thiếu tính dễ hiểu lẫn nhau giữa các phương ngữ là tiêu chí cơ bản xác định tiếng Quechua không phải là một ngôn ngữ duy nhất, mà là một họ ngôn ngữ. Bản chất phức tạp và tiến bộ của cách nói khác nhau giữa các phương ngữ khiến việc phân biệt các loại rời rạc gần như không thể; Ethnologue liệt kê 45 thứ tiếng sau đó được chia thành hai nhóm; Trung tâm và Ngoại vi. Do sự không hiểu lẫn nhau giữa hai nhóm, chúng đều được phân loại là các ngôn ngữ riêng biệt.
Mức độ đa dạng tổng thể trong họ ngôn ngữ này kém hơn một chút so với Ngữ hệ Roman hoặc Ngữ hệ German, và có thể ví như Ngữ hệ Slav hoặc tiếng Ả Rập. Tiếng Quechua Trung tâm hay Quechua I đa dạng nhất, được cho là nằm gần quê hương của ngôn ngữ Quechua nguyên thủy.

### Cây phát sinh của ngữ hệ
Alfredo Torero đưa ra kiểu phân loại truyền thống, ba nhánh ở trên, cộng với một nhánh thứ tư là nhánh phía bắc hoặc Peru. Tuy nhiên, kiểu phân loại này phức tạp hóa việc phân loại, vì các phương ngữ phía bắc (Cajamarca – Cañaris, Pacaraos và Yauyos – Chincha) có cả đặc điểm của Quechua I lẫn II, và do đó rất khó để gán cho cả hai.
Willem Adelaar tuân theo sự phân đôi Quechua I/Quechua II (trung tâm/ngoại vi). Tuy nhiên, khi xem xét các sửa đổi sau này của Torero, ông đã xếp lại một phần của Quechua II-A thành Quechua I:

| Miền Trung | \| \| Ancash (Huaylas–Conchucos) \| \| \| \| \| \| Alto Pativilca–Alto Marañón–Alto Huallaga \| \| \| \| \| \| Yaru \| \| \| \| \| \| Wanka (Jauja–Huanca) \| \| \| \| \| \| Yauyos–Chincha (Huangáscar–Topará) \| \| \| \| |
|            | \| \| Ancash (Huaylas–Conchucos) \| \| \| \| \| \| Alto Pativilca–Alto Marañón–Alto Huallaga \| \| \| \| \| \| Yaru \| \| \| \| \| \| Wanka (Jauja–Huanca) \| \| \| \| \| \| Yauyos–Chincha (Huangáscar–Topará) \| \| \| \| |
|            | Pacaraos |
|            | |
|            | Ancash (Huaylas–Conchucos) |
|            | |
|            | Alto Pativilca–Alto Marañón–Alto Huallaga |
|            | |
|            | Yaru |
|            | |
|            | Wanka (Jauja–Huanca) |
|            | |
|            | Yauyos–Chincha (Huangáscar–Topará) |
|            | |

|  | Ancash (Huaylas–Conchucos)                |
|  |                                           |
|  | Alto Pativilca–Alto Marañón–Alto Huallaga |
|  |                                           |
|  | Yaru                                      |
|  |                                           |
|  | Wanka (Jauja–Huanca)                      |
|  |                                           |
|  | Yauyos–Chincha (Huangáscar–Topará)        |
|  |                                           |

|  | Lambayeque (Cañaris) |
|  |                      |
|  | Cajamarca            |
|  |                      |

|  | Kichwa ("Tiếng Ecuador" hay tiếng Cao nguyên, tiếng phương Đông) |
|  |                                                                  |
|  | Chachapoyas (Amazonas)                                           |
|  |                                                                  |
|  | Lamas (San Martín)                                               |
|  |                                                                  |

|  | Ayacucho            |
|  |                     |
|  | Cusco               |
|  |                     |
|  | Puno (Collao)       |
|  |                     |
|  | Bắc Bolivia (Apolo) |
|  |                     |
|  | Nam Bolivia         |
|  |                     |
|  | Santiago del Estero |
|  |                     |

|  | Kichwa ("Tiếng Ecuador" hay tiếng Cao nguyên, tiếng phương Đông) |
|  |                                                                  |
|  | Chachapoyas (Amazonas)                                           |
|  |                                                                  |
|  | Lamas (San Martín)                                               |
|  |                                                                  |

|  | Ayacucho            |
|  |                     |
|  | Cusco               |
|  |                     |
|  | Puno (Collao)       |
|  |                     |
|  | Bắc Bolivia (Apolo) |
|  |                     |
|  | Nam Bolivia         |
|  |                     |
|  | Santiago del Estero |
|  |                     |

|  | Lambayeque (Cañaris) |
|  |                      |
|  | Cajamarca            |
|  |                      |

|  | Kichwa ("Tiếng Ecuador" hay tiếng Cao nguyên, tiếng phương Đông) |
|  |                                                                  |
|  | Chachapoyas (Amazonas)                                           |
|  |                                                                  |
|  | Lamas (San Martín)                                               |
|  |                                                                  |

|  | Ayacucho            |
|  |                     |
|  | Cusco               |
|  |                     |
|  | Puno (Collao)       |
|  |                     |
|  | Bắc Bolivia (Apolo) |
|  |                     |
|  | Nam Bolivia         |
|  |                     |
|  | Santiago del Estero |
|  |                     |

|  | Kichwa ("Tiếng Ecuador" hay tiếng Cao nguyên, tiếng phương Đông) |
|  |                                                                  |
|  | Chachapoyas (Amazonas)                                           |
|  |                                                                  |
|  | Lamas (San Martín)                                               |
|  |                                                                  |

|  | Ayacucho            |
|  |                     |
|  | Cusco               |
|  |                     |
|  | Puno (Collao)       |
|  |                     |
|  | Bắc Bolivia (Apolo) |
|  |                     |
|  | Nam Bolivia         |
|  |                     |
|  | Santiago del Estero |
|  |                     |

| Miền Trung | \| \| Ancash (Huaylas–Conchucos) \| \| \| \| \| \| Alto Pativilca–Alto Marañón–Alto Huallaga \| \| \| \| \| \| Yaru \| \| \| \| \| \| Wanka (Jauja–Huanca) \| \| \| \| \| \| Yauyos–Chincha (Huangáscar–Topará) \| \| \| \| |
|            | \| \| Ancash (Huaylas–Conchucos) \| \| \| \| \| \| Alto Pativilca–Alto Marañón–Alto Huallaga \| \| \| \| \| \| Yaru \| \| \| \| \| \| Wanka (Jauja–Huanca) \| \| \| \| \| \| Yauyos–Chincha (Huangáscar–Topará) \| \| \| \| |
|            | Pacaraos |
|            | |
|            | Ancash (Huaylas–Conchucos) |
|            | |
|            | Alto Pativilca–Alto Marañón–Alto Huallaga |
|            | |
|            | Yaru |
|            | |
|            | Wanka (Jauja–Huanca) |
|            | |
|            | Yauyos–Chincha (Huangáscar–Topará) |
|            | |

|  | Ancash (Huaylas–Conchucos)                |
|  |                                           |
|  | Alto Pativilca–Alto Marañón–Alto Huallaga |
|  |                                           |
|  | Yaru                                      |
|  |                                           |
|  | Wanka (Jauja–Huanca)                      |
|  |                                           |
|  | Yauyos–Chincha (Huangáscar–Topará)        |
|  |                                           |

|  | Lambayeque (Cañaris) |
|  |                      |
|  | Cajamarca            |
|  |                      |

|  | Kichwa ("Tiếng Ecuador" hay tiếng Cao nguyên, tiếng phương Đông) |
|  |                                                                  |
|  | Chachapoyas (Amazonas)                                           |
|  |                                                                  |
|  | Lamas (San Martín)                                               |
|  |                                                                  |

|  | Ayacucho            |
|  |                     |
|  | Cusco               |
|  |                     |
|  | Puno (Collao)       |
|  |                     |
|  | Bắc Bolivia (Apolo) |
|  |                     |
|  | Nam Bolivia         |
|  |                     |
|  | Santiago del Estero |
|  |                     |

|  | Kichwa ("Tiếng Ecuador" hay tiếng Cao nguyên, tiếng phương Đông) |
|  |                                                                  |
|  | Chachapoyas (Amazonas)                                           |
|  |                                                                  |
|  | Lamas (San Martín)                                               |
|  |                                                                  |

|  | Ayacucho            |
|  |                     |
|  | Cusco               |
|  |                     |
|  | Puno (Collao)       |
|  |                     |
|  | Bắc Bolivia (Apolo) |
|  |                     |
|  | Nam Bolivia         |
|  |                     |
|  | Santiago del Estero |
|  |                     |

|  | Lambayeque (Cañaris) |
|  |                      |
|  | Cajamarca            |
|  |                      |

|  | Kichwa ("Tiếng Ecuador" hay tiếng Cao nguyên, tiếng phương Đông) |
|  |                                                                  |
|  | Chachapoyas (Amazonas)                                           |
|  |                                                                  |
|  | Lamas (San Martín)                                               |
|  |                                                                  |

|  | Ayacucho            |
|  |                     |
|  | Cusco               |
|  |                     |
|  | Puno (Collao)       |
|  |                     |
|  | Bắc Bolivia (Apolo) |
|  |                     |
|  | Nam Bolivia         |
|  |                     |
|  | Santiago del Estero |
|  |                     |

|  | Kichwa ("Tiếng Ecuador" hay tiếng Cao nguyên, tiếng phương Đông) |
|  |                                                                  |
|  | Chachapoyas (Amazonas)                                           |
|  |                                                                  |
|  | Lamas (San Martín)                                               |
|  |                                                                  |

|  | Ayacucho            |
|  |                     |
|  | Cusco               |
|  |                     |
|  | Puno (Collao)       |
|  |                     |
|  | Bắc Bolivia (Apolo) |
|  |                     |
|  | Nam Bolivia         |
|  |                     |
|  | Santiago del Estero |
|  |                     |